# NGC 3381
NGC 3381 ist eine Balken-Spiralgalaxie vom Hubble-Typ SB/P im Sternbild Kleiner Löwe am Nordsternhimmel. Sie ist schätzungsweise 72 Millionen Lichtjahre von der Milchstraße entfernt.
Das Objekt wurde am 28. März 1786 von dem deutsch-britischen Astronomen Wilhelm Herschel entdeckt.